# مرکز خودروهای کلاسیک مرسدس بنز

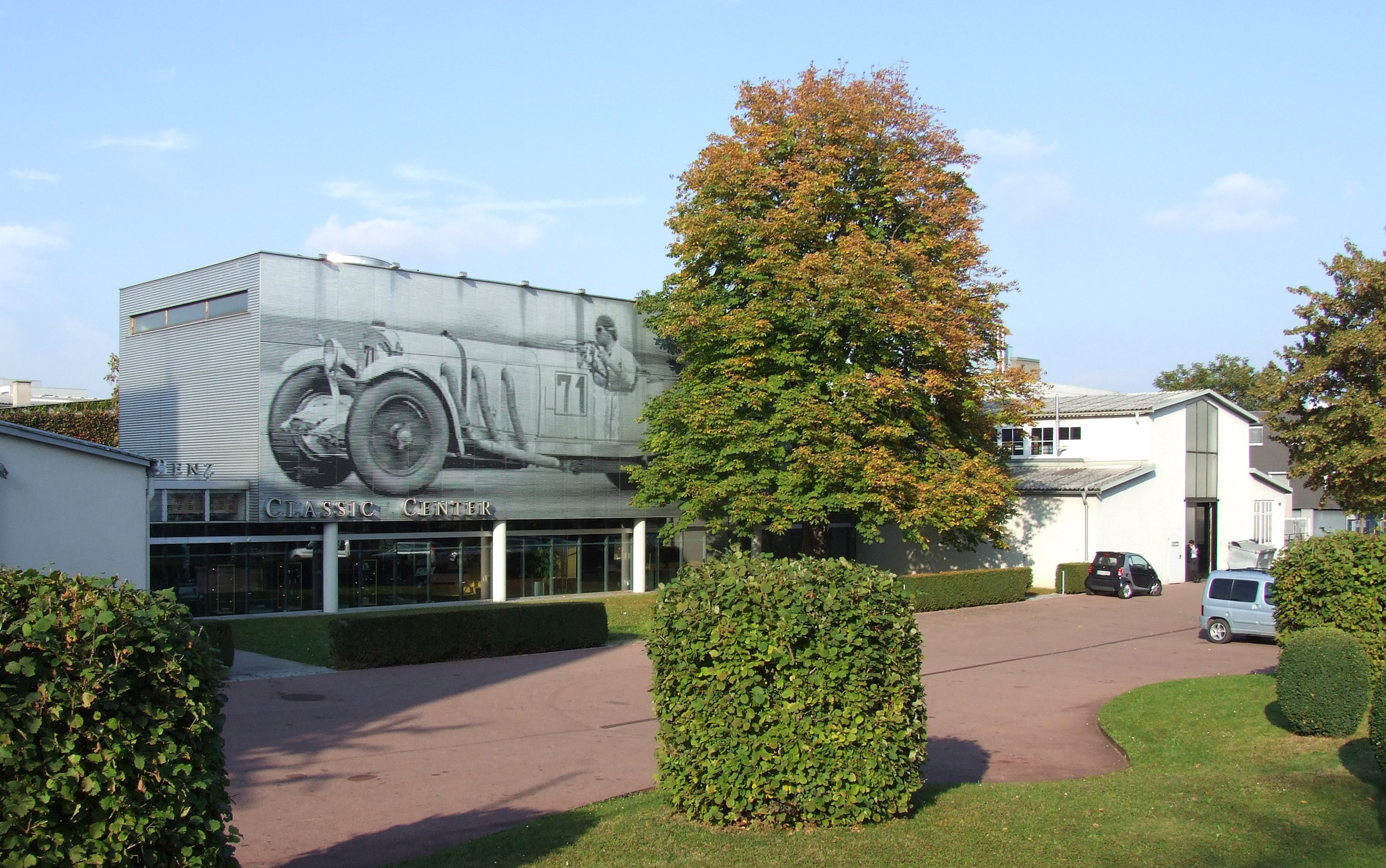
مرکز خودروهای کلاسیک بنز در شهر فلباخ آلمان

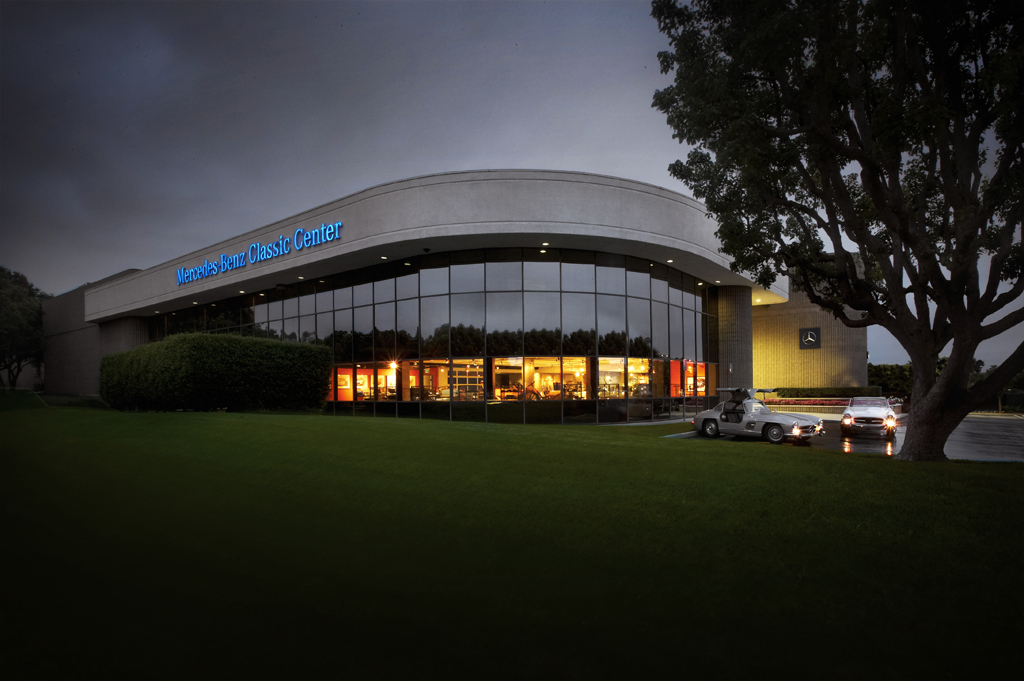
مرکز خودروهای کلاسیک بنز در ارواین، کالیفرنیا

مرکز خودروهای کلاسیک مرسدس بنز (انگلیسی: Mercedes-Benz Classic Center)، بخشی رسمی از شرکت مرسدس بنز است که برای علاقه‌مندان و دارندگان خودروهای کلاسیک مرسدس بنز ایجاد شده‌است. این دپارتمان برای اولین بار در تاریخ ۱۸ می ۱۹۹۳ در شهر فلباخ آلمان بنیان گذاشته شد. دومین شعبه آن نیز در ژانویه سال ۲۰۰۶ در شهر ارواین، کالیفرنیا ایجاد شد.
این مرکز به تعمیر، بازسازی و تأمین قطعات اصلی برای خودروهای مرسدس بنزی که بیش از پانزده سال از توقف تولید آن‌ها می‌گذرد، می‌پردازد. همچنین دارندگان خودورهای بنز کلاسیک میتوانند از مشاوره فنی کارشناسان این مرکز برخوردار شوند و اطلاعات و مدارک مرتبط با خوردوشان را از آنجا دریافت کنند.
مرکز خودروهای کلاسیک مرسدس بنز که در فلباخ قردارد مسولیت پشتیبانی و نگهداری خودروهای کلاسیکی که در موزه مرسدس بنز وجود دارند را نیز به عهده دارد.
خودروهای کلاسیکی که در تبلیغات تلویزیونی مرسدس بنز استفاده می‌شوند از مرکز کلاسیک شهر ارواین تأمین می‌شوند.